# Ian Moir (Fußballspieler)
Ian Moir (* 30. Juni 1943 in Aberdeen; † 26. März 2015 in Cheshire) war ein schottischer Fußballspieler. Als Flügelspieler gehörte er zum erweiterten Kader von Manchester United zu Beginn der 1960er-Jahre, ohne dort jedoch aus dem Schatten seiner Mitspieler heraustreten zu können. Nach seinem Wechsel zum Ligakonkurrenten FC Blackpool fand er dann besonders beim unterklassigen AFC Wrexham, für den er insgesamt mehr als sechs Jahre aktiv war, sein sportliches Glück.

## Sportlicher Werdegang
Moir zählte zu den sogenannten „Busby Babes“ und als junges Talent war er als flinker Flügelspieler mit einer beidfüßig guten Technik ausgestattet. In der Saison 1960/61 absolvierte er bereits acht Ligaspiele und nachdem er in den folgenden beiden Spielzeiten weiter sporadisch zum Einsatz kam, hatte er in der Saison 1963/64 mit 18 Meisterschaftspartien und drei Toren eine gewisse Regelmäßigkeit erreicht. In diesem Jahr wurden jedoch auch im September 1963 seine sportliche Perspektiven bereits deutlich eingeschränkt, da er in der Partie gegen West Bromwich Albion verletzungsbedingt passen musste und dadurch der 17-jährige George Best zu seinem Debüt kam. Moir fiel in der Hackordnung von Trainer Matt Busby schnell zurück und nach nur einem Ligaeinsatz in der Meistersaison 1964/65 wechselte er vor Ablauf der Spielzeit im Februar 1965 zum First-Division-Konkurrenten FC Blackpool.
Direkt nach seiner Ankunft in Blackpool wurde er zum Stammspieler und Nachfolger von Leslie Lea. Nach seinem Debüt gegen Leicester City auf der linken Seite wechselte er in den folgenden Partien beständig die Seiten und er harmonierte besonders gut mit dem späteren Weltmeister Alan Ball. Ungleich seiner Leistungen in Manchester konnte Moir nun häufig sein Potential nutzen und im Abstiegskampf entwickelte er sich zu einem Schlüsselspieler. Als Blackpool 1967 schließlich doch als Tabellenletzter den Gang in die Zweitklassigkeit antreten musste, fiel Moir dem Neuaufbau von Trainer Stan Mortensen zum Opfer und im Mai 1967 zog es ihn weiter zum Viertligisten FC Chester.
Bis zum Ende seiner Laufbahn im englischen Profifußball blieb Moir fortan in den unteren Klassen aktiv, wobei er nach nur wenigen Monaten in Chester bereits im Januar 1968 zum AFC Wrexham weiterzog. In Wrexham blieb er mehr als vier Jahre, realisierte mit dem Verein 1970 den Aufstieg in die dritte Liga und ging dann im März 1972 zum Ligakonkurrenten Shrewsbury Town. Nach Ablauf der Saison 1972/73 kehrte er nach Wrexham zurück und ließ beim walisischen Klub im englischen Ligafußball 1975 seine Profikarriere langsam auslaufen. Kurze Zeit später zog es ihn nach Südafrika, wo er für die Arcadia Shepherds spielte. Letzte bekannte Karrierestation waren danach zurück in Wales Oswestry Town und Colwyn Bay.
Nach dem Ende seiner aktiven Karriere arbeitete Moir für BNFL in Capenhurst und ließ sich in der Region um Chester nieder. Dem Fußball blieb er im Amateurbereich als Trainer eines Vereins in Tarvin erhalten. Im Alter von 71 Jahren erlag Moir einem Krebsleiden.